# Monatsschlössl

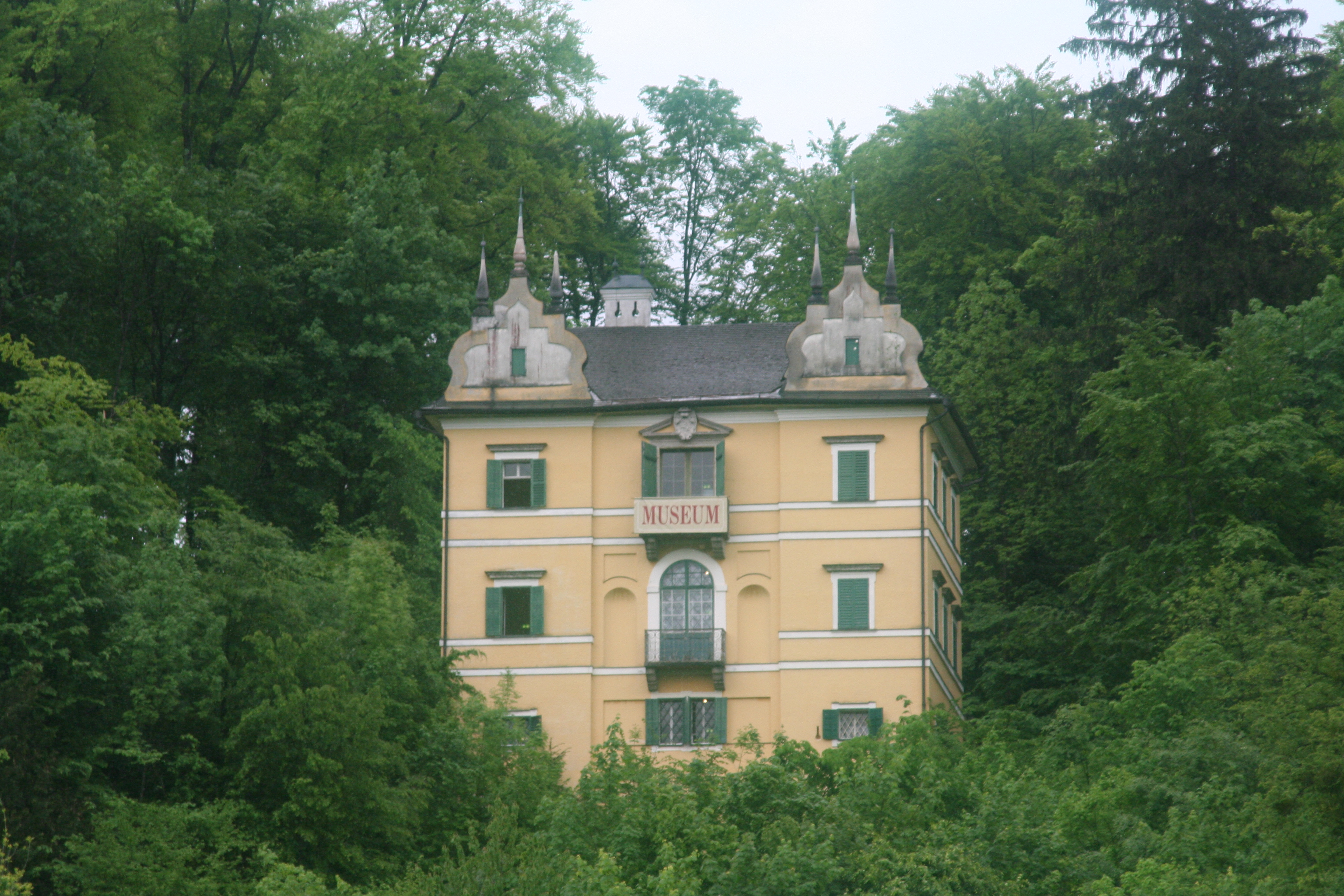
Monatsschlössl

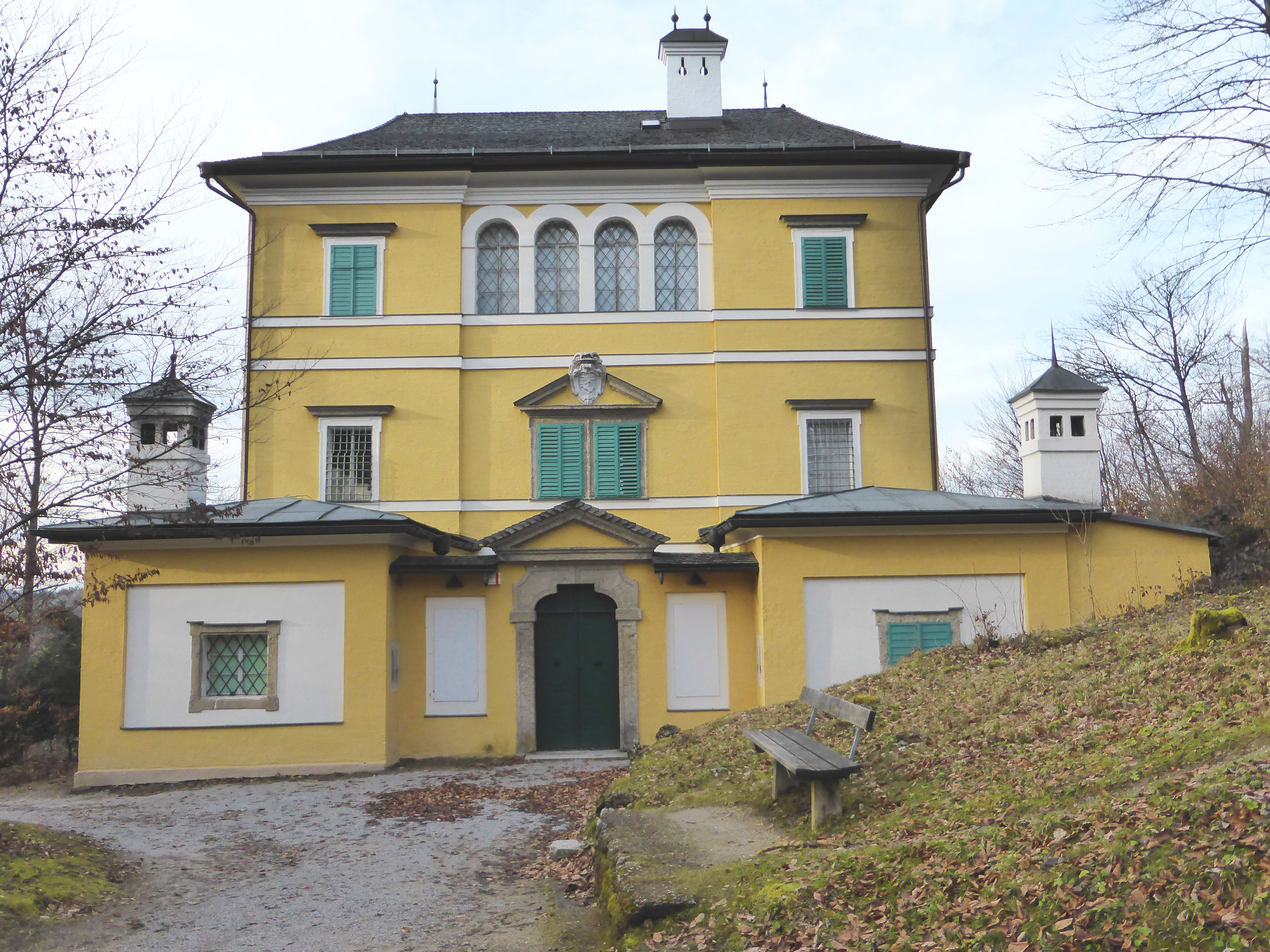
Monatsschlössl, Rückseite

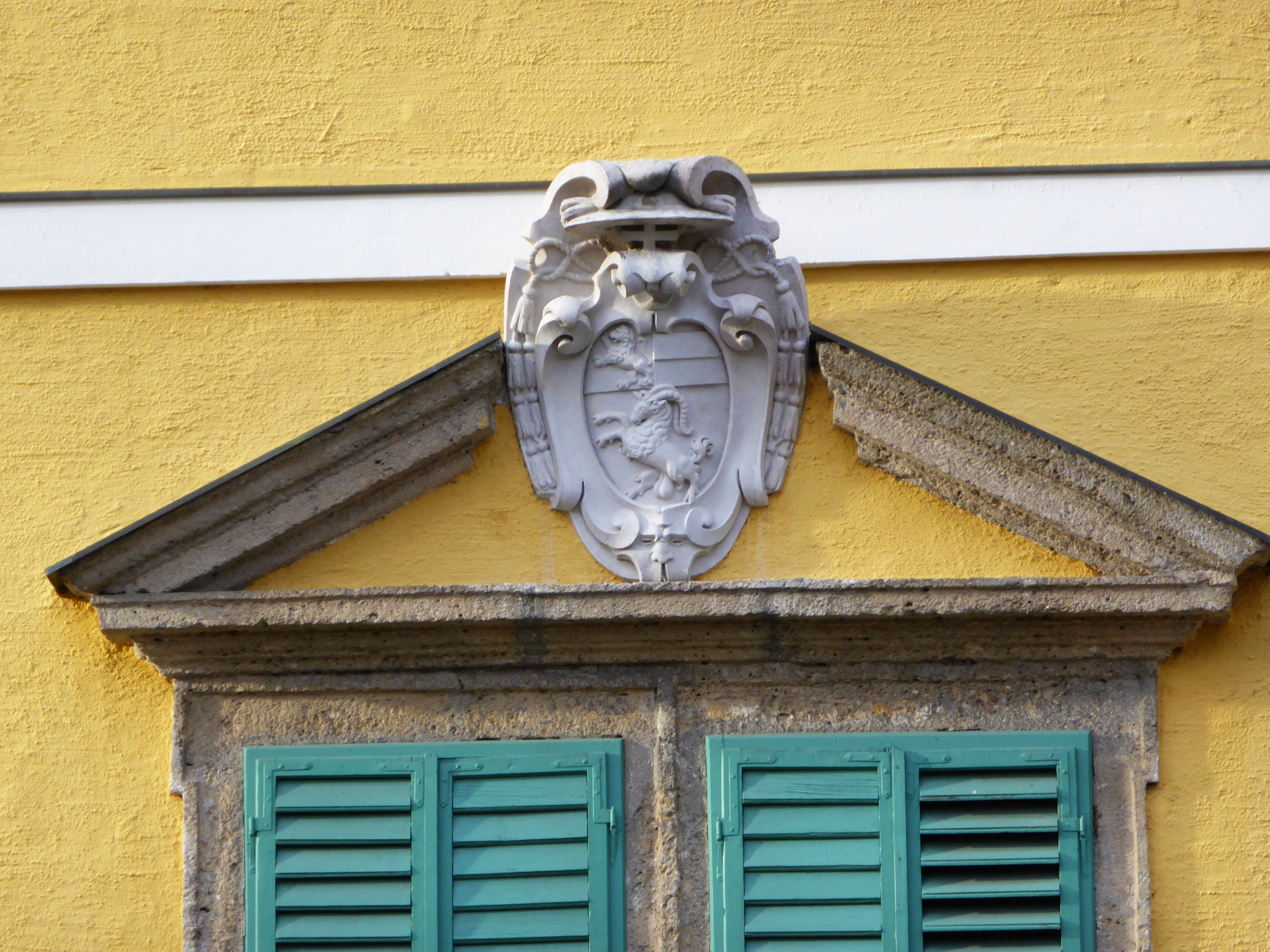
Wappen von Erzbischof Markus Sittikus von Hohenems

Das Monatsschlössl, auch Waldemsschlösschen, ist ein auf dem Hellbrunner Berg im Park von Schloss Hellbrunn im Süden der österreichischen Stadt Salzburg gelegenes Jagdschloss aus dem 17. Jahrhundert, in dem heute ein Museum untergebracht ist.

## Geschichte
In Anlehnung an das Geschlecht des Erbauers Markus Sittikus von Hohenems hieß es ursprünglich Waldems-Schlösschen. Es steht so in Bezug zu den beiden kleinen Schlösschen Emslieb und Emsburg an der Hellbrunner Allee. Angeblich wurde es während einer Durchreise des Deutschritterordesmeisters Erzherzog Maximilian von Österreich (1558–1618), ein Sohn von Kaiser Maximilian II., in nur einem Monat erbaut. Diese Legende konnte aber von Historikern insofern widerlegt werden, als der Bau deutlich länger als einen Monat dauerte.
Das Schlösschen, vermutlich 1615 errichtet, war einst auf den Mittelpunkt des fürstlichen manieristischen Schlossgartens (Wasserparterre) ausgerichtet, der ursprünglich in Form eines zwischen den geometrisch angeordneten Wasserbecken aufragenden kunstvollen Erdbeerbergs gestaltet war. Dieser „Berg“ mit seinen „türkischen Erdbeeren“ war Symbol der Lebensfreude und steht als Gegenpol zum ganz ähnlich gebauten zweiten Schlösschen im Schlosspark, dem nicht mehr erhaltenen Schlösschen Belvedere im ehemaligen sakralen Parkteil.
Von 1920 bis 1924 befand sich im Gebäude das Vogelmuseum von Eduard Paul Tratz. Aus diesem ging 1924 mit der Übersiedelung in die Hofstallkaserne – die Kavalleriekaserne, die 1957 zum Großen Festspielhaus umgebaut werden sollte – das Museum für darstellende und angewandte Naturkunde als der Vorläufer des späteren Hauses der Natur hervor.
Seit 1924 ist im Monatsschlössl das reichhaltige Volkskundemuseum Salzburg des Salzburg Museums eingerichtet. Diese schon 1904 gegründete Sammlung vermittelt einen Einblick in die Salzburger Volkskultur mit Schaustücken des Brauchtums, der Volksfrömmigkeit, der Wohnkultur und der Volksmedizin. Auch werden die für Salzburger Gaue typischen Trachten gezeigt.
Vom Monatsschlössl bietet sich ein Ausblick auf die Gartenanlage des Schlosses Hellbrunn.